# Toussaintia
Toussaintia is een geslacht uit de familie Annonaceae. De soorten uit het geslacht komen voor in de tropische delen van westelijk Centraal-Afrika.

## Soorten
- Toussaintia congolensis Boutique
- Toussaintia hallei Le Thomas
- Toussaintia orientalis Verdc.
- Toussaintia patriciae Q.Luke & Deroin